# Rifugio Croz dell'Altissimo
Il rifugio Croz dell'Altissimo è un rifugio situato nelle Dolomiti di Brenta, comune di Molveno (Trentino occidentale), a 1.430 metri di altitudine.

## Storia
È stato costruito nel 1962 dai genitori dell'attuale gestore e proprietario Felice Spellini, che avevano acquistato il terreno dal comune. Partendo da una piccola costruzione di 16 metri quadrati, dopo costanti e progressivi interventi nel corso degli anni, il rifugio si è ampliato prendendo la dimensione e l'aspetto odierno.

## Caratteristiche e informazioni
Il rifugio si trova ai piedi della parete sud-ovest del Croz dell'Altissimo. Dispone di una piattaforma per elicottero nelle immediate vicinanze.
È dotato di 19 posti letto. È aperto dal 1º giugno al 30 settembre.

## Accessi
- Da Molveno (864 m) per la valle delle Seghe (segnavia 319, ore 1.30 circa).
- Dalla località Pradél (1.367 m), raggiungibile sia in automobile da Andalo che mediante la cabinovia 8 posti Molveno-Pradel e proseguendo da qui (segnavia 340, ore 1.00 circa).
- Dal rifugio La Montanara (1.525 m) (segnavia 340b, ore 1.00 circa).
- Dal rifugio Selvata (1.630 m) (segnavia 340, ore 0.30 circa).

## Ascensioni

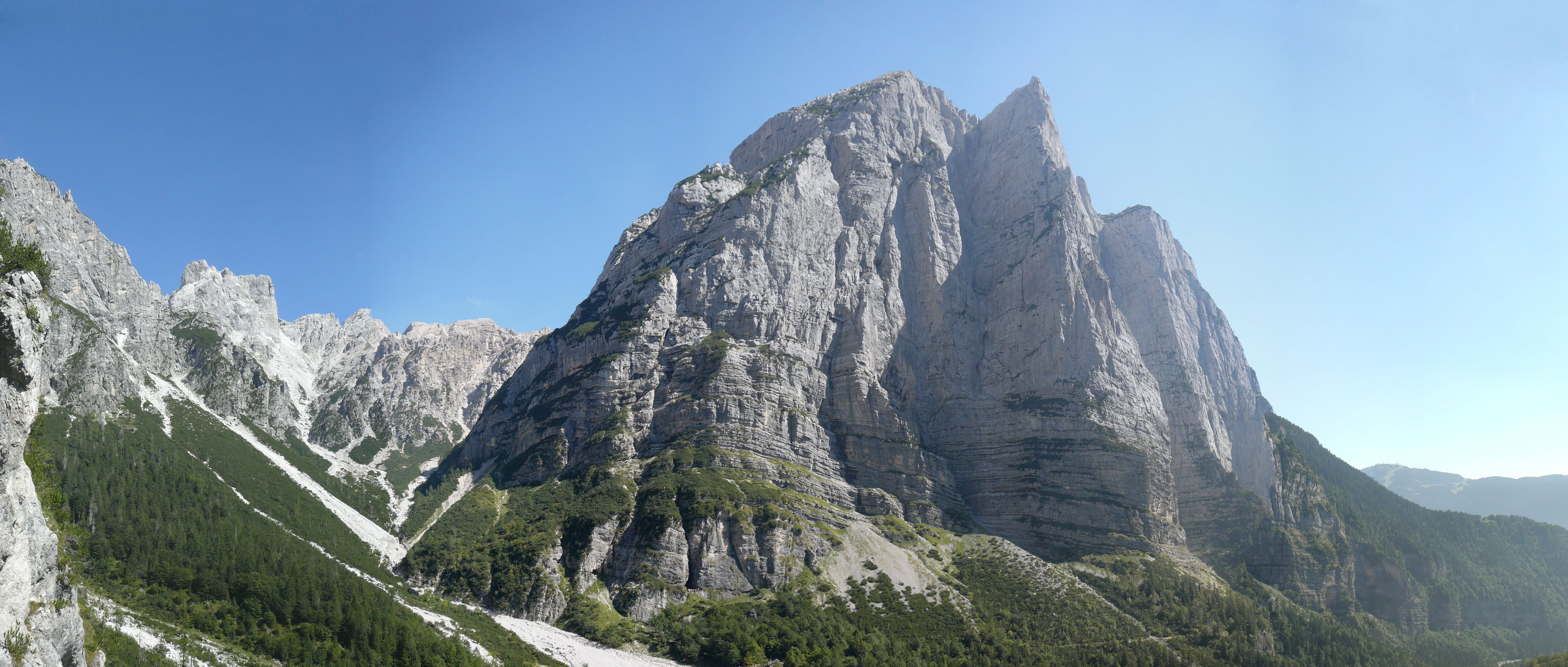
Il Croz dell'Altissimo alla cui base si intravede l'omonimo rifugio

- Croz dell'Altissimo (2,339 m)
- Cima Roma (2.827 m)

## Traversate
- Al rifugio Selvata (1630 m) (segnavia 340, ore 1.00 circa).
- Al rifugio La Montanara (1.525 m) (segnavia 340b, ore 1.30 circa).